# Trama helianthemi
Trama helianthemi är en insektsart. Trama helianthemi ingår i släktet Trama och familjen långrörsbladlöss. Inga underarter finns listade i Catalogue of Life.